# Reformed Church in America
De Reformed Church in America (RCA, Nederlands: Hervormde Kerk in Amerika) is een calvinistisch gereformeerd protestants kerkgenootschap, dat voorheen de naam Dutch Reformed Church voerde. Het heeft ongeveer 85.000 leden en omvat kerken in zowel de Verenigde Staten van Amerika als Canada.
De kerk is ontstaan uit de Nederduitse Gereformeerde Kerk. De oudste plaatselijke gemeente werd in 1628 in Nieuw Amsterdam gesticht door de predikant Jonas Michaëlius. Het is de oudste protestantse kerk die steeds bestaan heeft in Noord-Amerika.
De  gemeente viel tot 1771 onder het toezicht van de classis Amsterdam in Nederland. Ondanks dat Nieuw-Nederland in 1664 overging naar de Britten, bleven alle predikanten van de RCA opgeleid worden in Nederland en werden alle diensten tot 1763 in het Nederlands gehouden. In 1833 werd de laatste kerkdienst in het Nederlands gehouden.
De emigratiegolf van 1846-1849 in Nederland zorgde voor de komst van een groot aantal nieuwe leden die zich in het Middenwesten vestigden en niet in de oostelijke staten waar de oude RCA haar wortels had. In deze gemeenten werd het Nederlands weer ingevoerd. Een aantal van de nieuwe gemeenten verliet het kerkverband in 1857 en vormde de Christian Reformed Church (CRC); meer kerken vertrokken naar de CRC in 1882.

## Bekende leden
- Everett Dirksen, Amerikaans senator
- Norman Vincent Peale, predikant
- Theodore Roosevelt, president van de VS
- Robert H. Schuller, predikant
- Martin Van Buren, president van de VS

## Opleidingsinstituten
- Central College, Pella (Iowa)
- Hope College, Holland (Michigan)
- New Brunswick Theological Seminary, New Brunswick (New Jersey)
- Northwestern College (Iowa), Orange City (Iowa)
- Western Theological Seminary, Holland (Michigan)